# Polypoetes eriphus
Polypoetes eriphus är en fjärilsart som beskrevs av Druce 1885. Polypoetes eriphus ingår i släktet Polypoetes och familjen tandspinnare. Inga underarter finns listade i Catalogue of Life.